# Калиновское (Синельниковский район)
Калиновское (укр. Калинівське) — село,
Лубянский сельский совет,
Синельниковский район,
Днепропетровская область,
Украина.
Код КОАТУУ — 1224883003. Население по переписи 2001 года составляло 49 человек.

## Географическое положение
Село Калиновское находится на расстоянии в 0,5 км от города Синельниково.
Рядом проходит железная дорога, станция Синельниково 1 в 1-м км.